# Tribunal de Justiça do Estado do Amapá

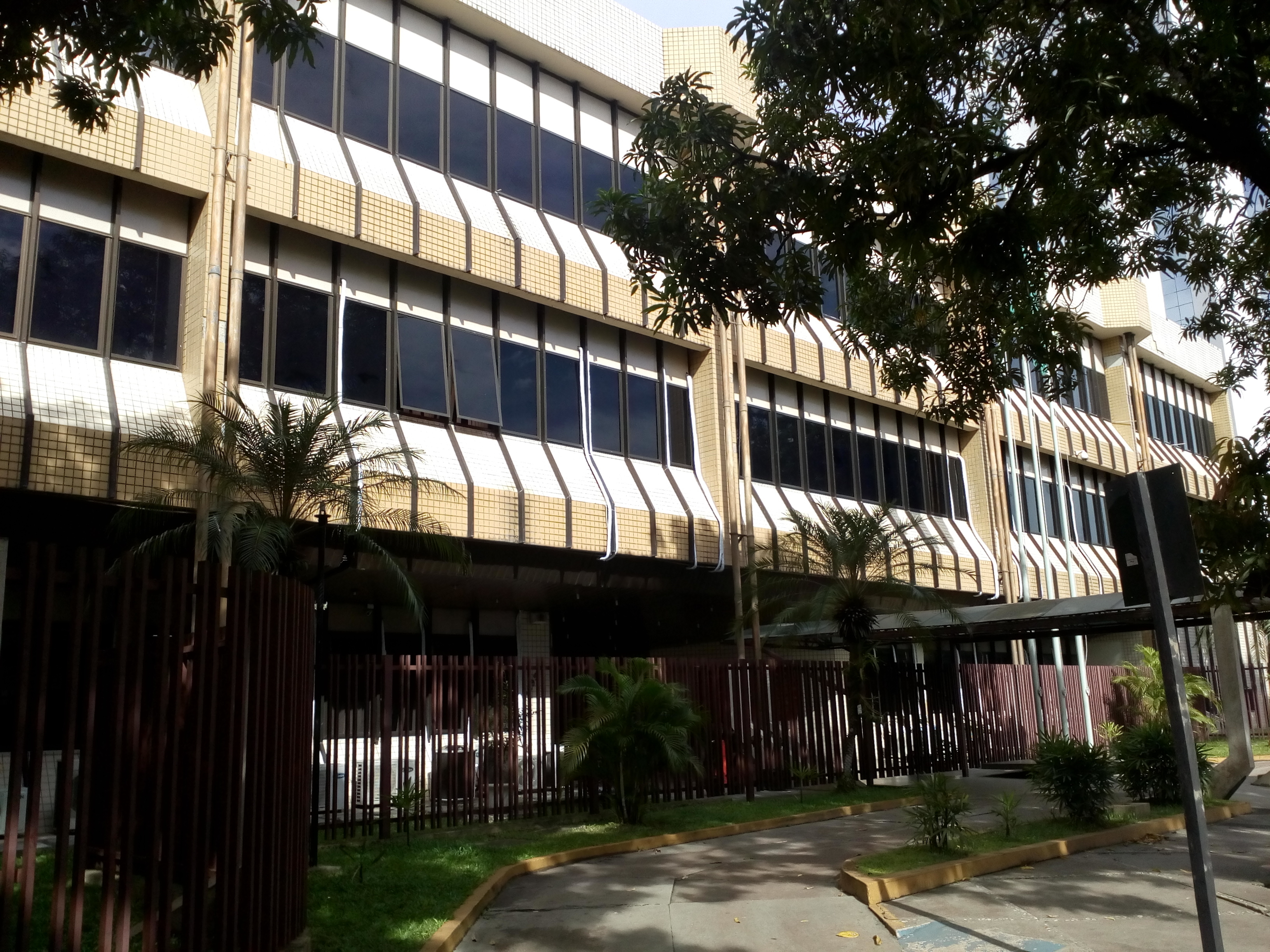
Vista o Tribunal de Justiça do Amapá, localizado na Av. General Rondon - Centro, Zona Leste de Macapá.

O Tribunal de Justiça do Amapá (TJAP) é o órgão máximo do Poder judiciário do estado brasileiro do Amapá.
A Justiça do Estado do Amapá foi instalada em 1991, com o advento da transformação do Território Federal do Amapá em Estado e a conseqüente constituição dos Poderes..